# Rheingauer Weinwoche

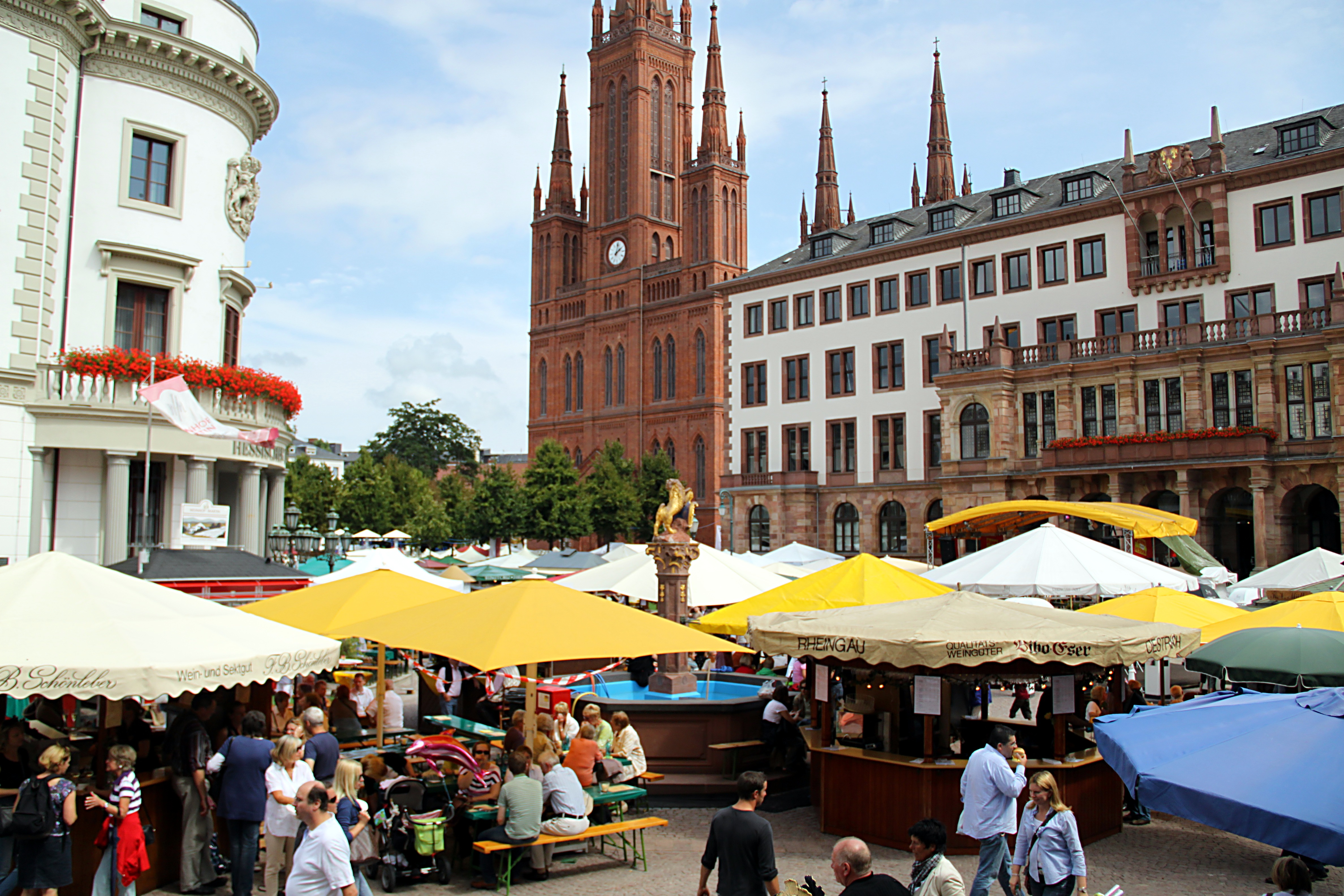
Rheingauer Weinwoche en 2011

Le Rheingauer Weinwoche (« semaine du vin de Rheingau » en allemand) est une fête du vin régionale qui se tient à Wiesbaden en Allemagne. 

## Déroulement
Se déroulant chaque année le deuxième vendredi d'août durant dix jours. La manifestation se déroule dans la place du Château au centre-ville et attire tous les ans jusqu'à 400 000 visiteurs.